# Il continente misterioso
Il continente misterioso è un romanzo di avventura di Emilio Salgari pubblicato nel 1894 da Paravia.
Fa parte di uno dei cicli narrativi minori dello scrittore, quello dei due marinai, che comprende il precedente romanzo Il tesoro del presidente del Paraguay.

## Trama
I marinai Diego e Cardozo, insieme al dott. Alvaro Cristobàl, compiono la traversata dell'Australia (il "Continente Misterioso", appunto) su di un carro trainato da buoi, in mezzo a mille difficoltà la principale delle quali è rappresentata dall'ostilità delle tribù interne. Gli esploratori sono però potentemente armati non solo di fucili e pistole ma anche di una moderna mitragliatrice con la quale, assaliti, fanno stragi terribili dei nativi. L'ostilità di questi ultimi, occorre dire, è generata dal cattivo comportamento di uno dei due marinai durante una cerimonia nuziale alla quale gli esploratori assistono e nella quale egli interviene in modo alquanto inopportuno.

## Contesto culturale
Il romanzo fu scritto nell'epoca in cui era sorto un vivo interesse per i paesi lontani e diversi, a seguito delle recenti sensazionali esperienze in Africa di Livingstone, Stanley e di Vittorio Bottego. Poco o niente si conosceva su certe remote contrade e le notizie sulle enciclopedie erano ancora inesatte e frammentarie. Ma proprio il mistero che circondava quelle terre, allora quasi irraggiungibili, accrebbe molto l'interesse popolare. Il colonialismo aveva anche posto il problema della convivenza tra popoli di differenti culture e "razze" ed i cosiddetti "selvaggi" venivano spesso considerati un po' come esseri in certo modo "inferiori". Questo non si può, per la verità, affermare in pieno per il grande scrittore veronese ma ne Il continente misterioso egli pare assumere in modo acritico tale concetto. Malgrado ciò in moltissime altre opere (probabilmente scritte con più accuratezza) Salgari ha esaltato i valori umani e le diversità culturali (ad esempio nel ciclo indo-malese). Occorre anche tenere conto di come egli fosse costretto a scrivere velocemente, incalzato dagli editori e spesso non avesse nemmeno il tempo di rileggere bene quanto aveva scritto per operare eventuali modifiche.
Il romanzo contiene numerose notizie (a volte di discutibile attendibilità) sull'Australia.